# Kloster Gotteszell (Niederbayern)
Das Kloster Gotteszell  (lat. Abbatia Cella Dei) ist eine ehemalige Abtei der Zisterzienser in Gotteszell im Bayerischen Wald in der Diözese Regensburg. Es war eine Tochtergründung des Klosters Aldersbach aus der Filiation der Primarabtei Morimond – Kloster Ebrach.

## Geschichte
Das Maria und der heiligen Anna geweihte Kloster wurde 1285 als jüngstes bayerisches Zisterzienserkloster durch Ritter Heinrich von Pfelling gegründet, er schenkte dem Kloster seinen Maierhof in der Achslach. Die Klosteransiedlung wurde durch seinen Schwager, den Regensburger Bischof Heinrich II. von Rottenegg 1286 bestätigt, der das Kloster aus dem Geiersthaler Pfarrverband herausnahm.
Große Schenkungen erhielt das Kloster durch die bayerischen Herzöge Ludwig III., Stephan I. und Otto III., die dem Kloster die Burg und den Markt Ruhmannsfelden übereigneten. 1320 wurde Kloster Gotteszell zur Abtei erhoben, erster Abt wurde der bisherige Verwalter des Klosters Berthold. 1339 begann der Bau einer größeren Kirche, die der Jungfrau Maria geweiht wurde. 1345 wurde dem Kloster von Kaiser Ludwig IV. ein Freiheitsbrief ausgestellt. 
In der Folgezeit wurde Gotteszell ein Mittelpunkt der Andacht zur Heiligen Anna, deren Verehrung im 15. Jahrhundert in Deutschland große Verbreitung fand. Im 15. Jahrhundert folgte für das Kloster eine Zeit des Niederganges, Ende des Jahrhunderts befand sich nur noch ein Mönch im Kloster. Den folgenden tüchtigen Äbten Achatius Einspeck (1596–1611) und Michael Kössler (1611–38) gelang es allerdings, das Kloster wieder hochzubringen. Im Dreißigjährigen Krieg erfolgten neue Rückschläge, ein Brand fügte 1629 Kirche und Gebäuden des Klosters großen Schaden zu. 1633/34 fielen die Schweden in Gotteszell ein, der Abt wurde gefangen genommen, gefoltert und verstümmelt. 1641 erfolgten erneute schwedische Einfälle. 
In der Folge begann mit Abt Gerhard Hörger eine hundertjährige Glanzperiode des Klosters. Mit dem Abt Bonifaz Hildebrand, einer wissenschaftlich hochgebildeten Persönlichkeit, und unter Abt Wilhelm I. Pertl wurden die Wissenschaften sowie die Beschäftigung mit Philosophie und Theologie stark gefördert. Abt Wilhelm II. Grafsturm ließ 1729 die Stiftskirche mit Stuck und Fresken ausschmücken, an der Ostwand entstand ein Gemälde der Himmelfahrt Mariae von Cosmas Damian Asam. 
Den Nachfolgern Wilhelm Grafsturms stand der klosterfeindliche Geist der bayerischen Staatsregierung entgegen. Im Zuge der Säkularisation wurde das Kloster am 24. März 1803 aufgelöst. Die ehemalige Abteikirche wurde zur Pfarrkirche umgewidmet, in der vormaligen sogenannten Hofstube wurde die Volksschule eingerichtet und der frühere Abteistock diente fortan als Pfarrhaus. Die baufälligen Teile der Klosteranlage wurden abgerissen, die restlichen Gebäude gelangten in Privatbesitz.

## Bauten

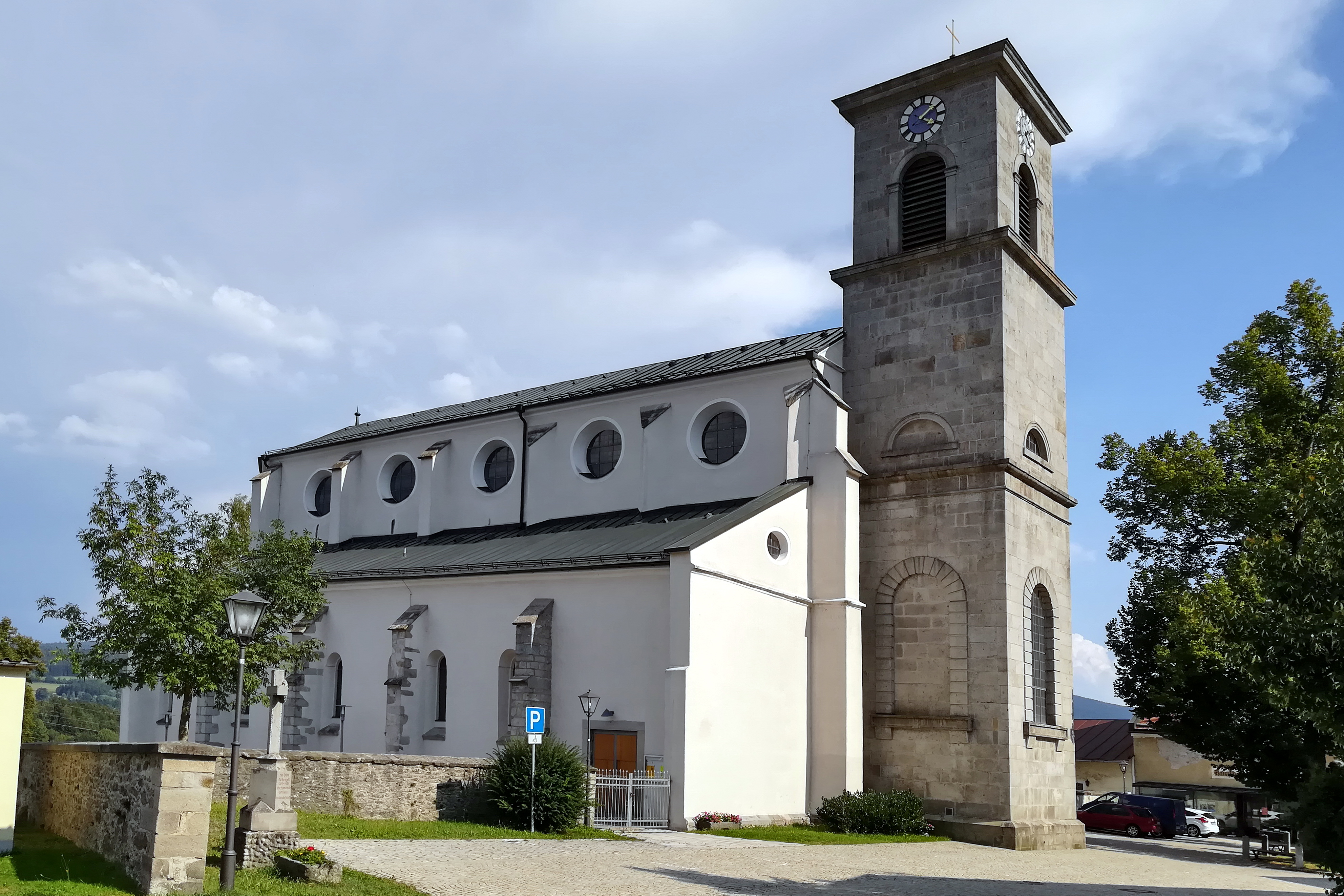
Ehemalige Klosterkirche und jetzige Pfarrkirche St. Anna

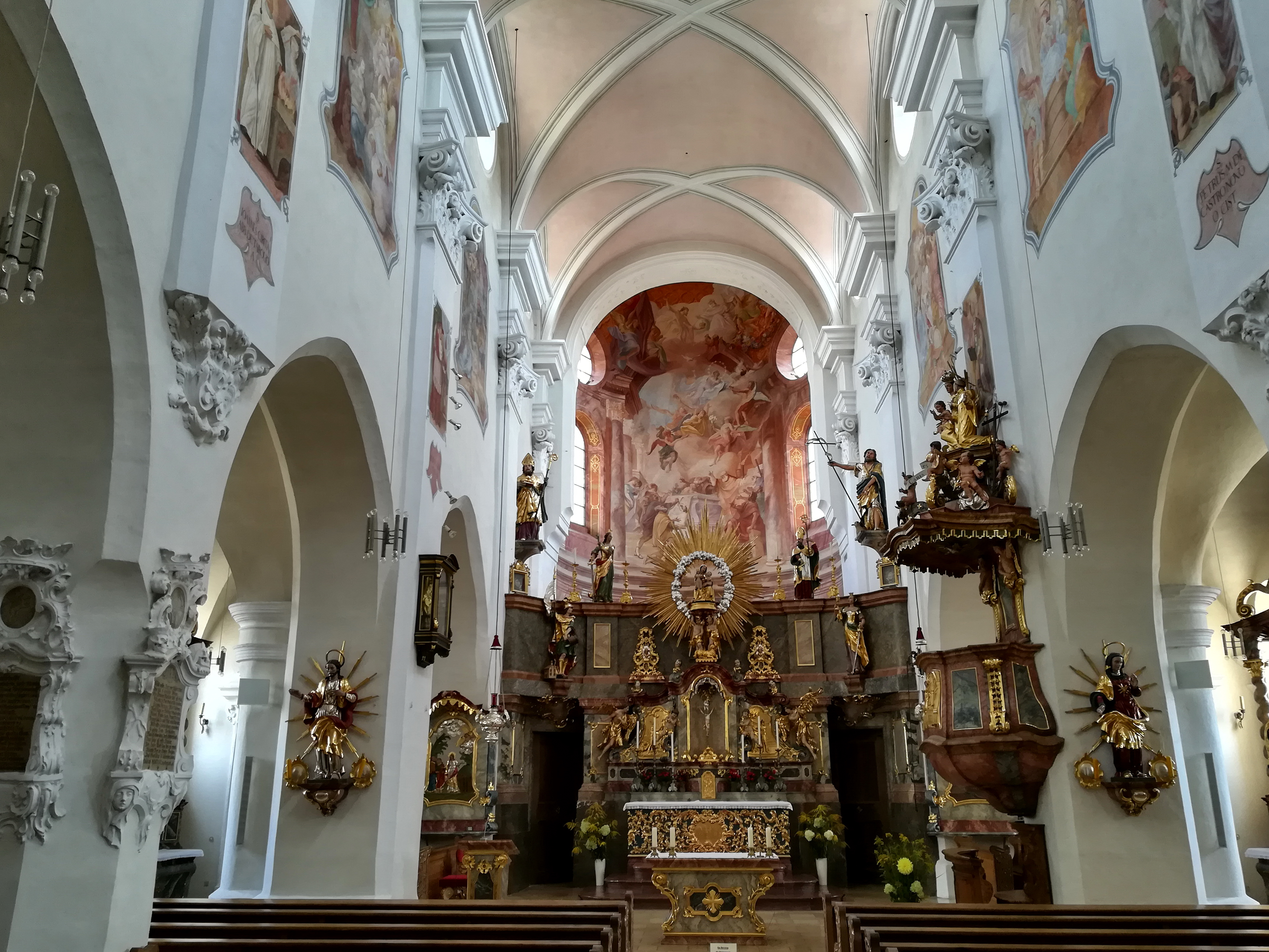
Pfarrkirche St. Anna: Innenraum

Die ehemalige Klosterkirche und jetzige Pfarrkirche St. Anna ist eine dreischiffige, querschifflose Basilika, die um 1339 entstand. Nach einem Brand am 24. März 1629 begann der häufig unterbrochene Wiederaufbau. Ab 1729 barockisierten die Brüder Asam die Kirche. 1830 zerstörte ein Großbrand Teile der Kirche und der Klostergebäude. Anschließend entstand der Westturm aus Granitsteinen. Die Purifizierung im Jahr 1889 beseitigte Teile der barocken Einrichtung.
Auch das Chorfresko Mariä Himmelfahrt von Cosmas Damian Asam wurde übermalt und erst 1940 wieder freigelegt. Die anderen Malereien an den Wänden stammen aus dem Jahr 1889. Der Hochaltar aus dem 17. Jahrhundert birgt in einem Strahlenkranz das Gnadenbild Anna selbdritt. Den Tabernakel mit zwei Seitenreliefs und zwei Anbetungsengeln fertigte der Bildhauer Joseph Deutschmann. Die Kanzel und einige Seitenaltäre stammen ebenfalls aus der Zeit der barocken Umgestaltung.
Von den Klostergebäuden sind nur der südliche und Teile des westlichen Klosterflügels erhalten. Neben der Toreinfahrt steht auf vier Säulen ein polygonaler Erkerturm des späteren 17. Jahrhunderts. Westlich der Kirche befindet sich eine Kalvarienberganlage.

## Varia
Die Erzählung „Der Prälatenschatz“ (1895) des Volksschriftstellers Maximilian Schmidt rankt sich um das ehemalige Kloster Gotteszell und einen bei der Klosterauflösung versteckten Schatz.